# Финал чемпионата Европы по футболу 2004

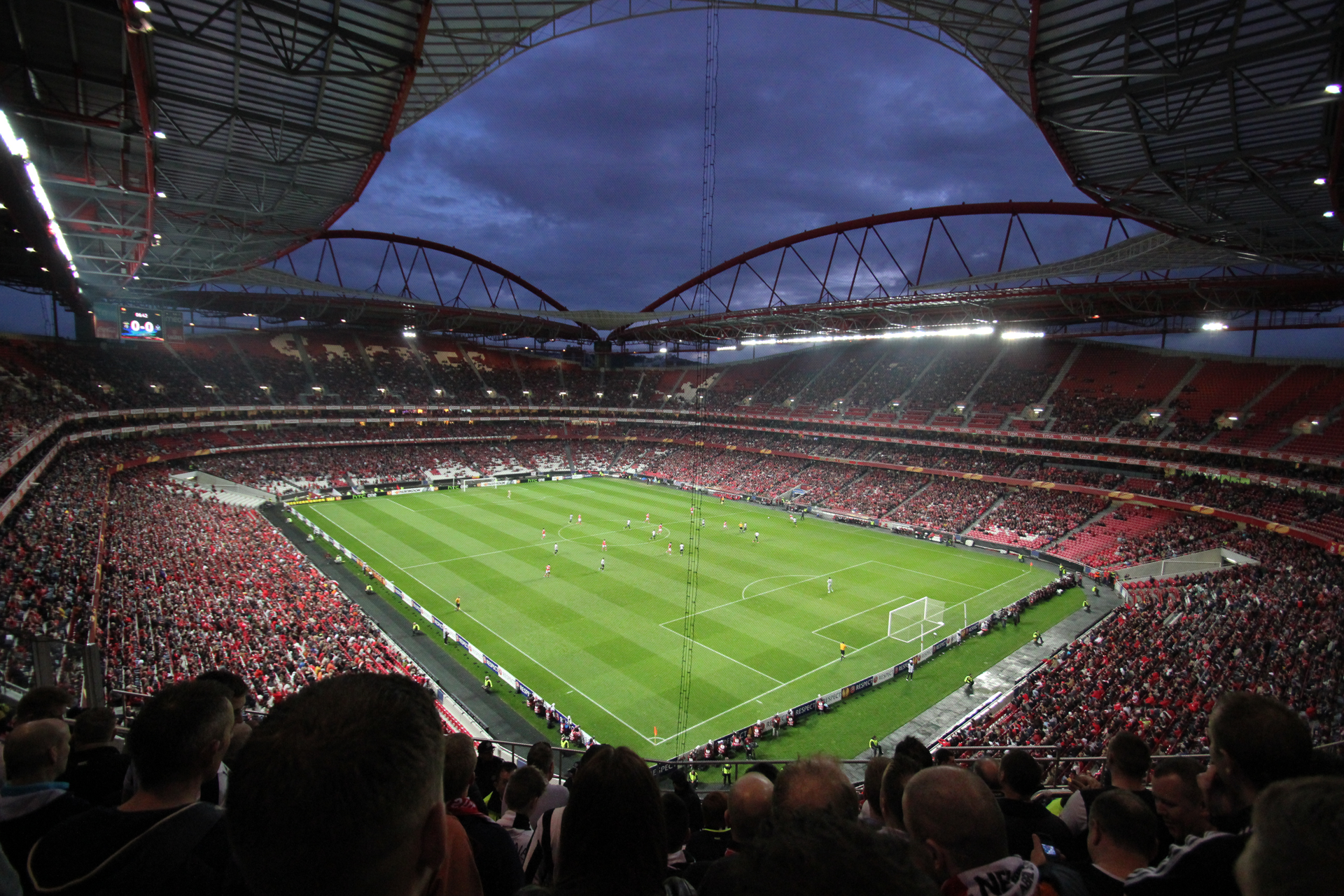
Эштадиу да Луш.

Финал чемпионата Европы по футболу 2004 года — решающий матч чемпионата Европы, который прошёл 4 июля 2004 года на стадионе «Да Луш» в Лиссабоне, Португалия. В матче приняли участие сборные Португалии и Греции. Главный судья матча — Маркус Мерк.
Команды уже ранее встречались на чемпионате на групповой стадии, в матче открытия 12 июня сборная Греции выиграла со счётом 2:1.
Для обеих команд это был первый в истории финал чемпионатов Европы или мира. Фаворитами являлись хозяева чемпионата сборная Португалии.
Единственный мяч в матче на 57-й минуте после подачи углового Ангелосом Басинасом забил головой форвард сборной Греции Ангелос Харистеас, переиграв в борьбе португальца Коштинью. Это был единственный в матче угловой и удар в створ ворот сборной Португалии. У португальцев был ряд возможностей сравнять счёт, один на один с вратарём выходил 19-летний Криштиану Роналду, но не сумел обработать мяч и бил с острого угла. Опасные удары наносили Руй Кошта, Луиш Фигу, Манише, Паулета, но или надёжно играл голкипер греков Никополидис, или удары шли мимо. Сборная Греции выиграла золото чемпионата Европы, не пропустив ни одного мяча в трёх матчах стадии плей-офф. Впервые в истории чемпионатов Европы финальный матч завершился со счётом 1:0.
Лучшим игроком матча был признан капитан сборной Греции 32-летний полузащитник Теодорос Загоракис. Он же был признан лучшим игроком чемпионата в целом. Чемпионский кубок Загоракису вручил президент УЕФА Леннарт Юханссон, для которого это был 4-й и последний чемпионат Европы во время его пребывания на посту (1990—2007).

## Предыстория

### Греция
Сборная Греции участвовала в финальных турнирах чемпионатов Европы лишь один раз — в 1980 году. Греки проиграли первые два матча со счётом 0:1 Нидерландам и 1:3 Чехословакии, а последний сыграли вничью со сборной ФРГ (0:0). В итоге они заняли последнее, четвёртое место в группе и покинули турнир. Единственный гол сборной Греции забил Никос Анастопулос.
Право сыграть на чемпионате Европы 2004 года сборная Греции получила 11 октября 2003 года, когда в последнем туре отборочной группы 6 обыграла Северную Ирландию и финишировала на первом месте с 18 очками. Ближайший соперник в отборочном турнире, сборная Испании, набрала меньше на одно очко.

### Португалия
Сборная Португалии участвовала на трёх чемпионатах Европы: в 1984, 1996 и 2000 годах. Первое их участие состоялось на турнире во Франции. Португальцы заняли второе место в групповом этапе, начав финальный турнир с двух ничьих (0:0 с ФРГ в Страсбурге и 1:1 с Испанией в Марселе), а затем победили сборную Румынии в Нанте (1:0), выйдя со второго места в полуфинал, где уступили сборной хозяев турнира в дополнительное время. Следующим участием сборной Португалии на чемпионатах Европы состоялось лишь спустя 12 лет в Англии, где сумели выиграть свою группу. Первый матч против сборной Дании завершился вничью (1:1), а затем португальцы победили Турцию (1:0) и Хорватию (3:0). Однако уже в четвертьфинале сборная покинула турнир, уступив Чехии со счётом 0:2
. Спустя четыре года португальцы вновь успешно выступили в групповом этапе, одержав победы во всех трёх играх (3:2 в матче с Англией, 1:0 с Румынией и 3:0 с Германией). В четвертьфинале со счётом 2:0 сборная Португалии прошла Турцию, однако в полуфинале уступила Франции по правилу «золотого гола».
Сборная Португалии получила право участия на правах страны-хозяйки. Это случилось 13 октября 1999 года в Ахене, когда Леннарт Юханссон объявил страну, где пройдёт Евро-2004.

### История личных встреч
До начала чемпионата Европы 2004 года, сборные Греции и Португалии встречались друг с другом 10 раз (не считая юниорских встреч). Их первая игра состоялась 11 декабря 1968 года в рамках квалификации к чемпионату мира 1970 года и завершилась победой греков со счётом 4:2, а ответный матч спустя полгода закончился вничью (2:2). Также команды играли в одной группе в отборе к Евро-1992, «обменявшись» победами (3:2 и 1:0). Остальные шесть игр были товарищескими. В общем случае, две игры выиграли греки, четыре — португальцы, и ещё четыре матча завершились вничью.

## Путь к финалу
|    | Команда    | И | В | Н | П | ГЗ | ГП | РМ | О |
| -- | ---------- | - | - | - | - | -- | -- | -- | - |
| 1. | Португалия | 3 | 2 | 0 | 1 | 4  | 2  | +2 | 6 |
| 2. | Греция     | 3 | 1 | 1 | 1 | 4  | 4  | 0  | 4 |
| 3. | Испания    | 3 | 1 | 1 | 1 | 2  | 2  | 0  | 4 |
| 4. | Россия     | 3 | 1 | 0 | 2 | 2  | 4  | −2 | 3 |

|    | Команда    | И | В | Н | П | ГЗ | ГП | РМ | О |
| -- | ---------- | - | - | - | - | -- | -- | -- | - |
| 1. | Португалия | 3 | 2 | 0 | 1 | 4  | 2  | +2 | 6 |
| 2. | Греция     | 3 | 1 | 1 | 1 | 4  | 4  | 0  | 4 |
| 3. | Испания    | 3 | 1 | 1 | 1 | 2  | 2  | 0  | 4 |
| 4. | Россия     | 3 | 1 | 0 | 2 | 2  | 4  | −2 | 3 |

Команды уже ранее встречались на чемпионате на групповой стадии, в матче открытия 12 июня. Тогда сборная Греции выиграла со счётом 2:1, что стало сенсацией. Счёт в матче открыл Йоргос Карагунис на седьмой минуте, а на 51-й одиннадцатиметровый удар реализовал Ангелос Басинас. Португальцы сумели ответить лишь одним голом перед окончанием матча, когда отличился Криштиану Роналду ударом головой.
Подопечные Луиса Фелипе Сколари, несмотря на поражение в первой игре, уверенно победили в двух оставшихся матчах, не пропустив ни одного мяча. Во втором туре была обыграна сборная России, счёт в матче открыл Манише на 4-й минуте, второй гол забил Руй Кошта на 89-й. В матче третьего тура португальцы обыграли сборную Испании с минимальным счётом, гол на 57-й минуте забил Нуну Гомеш. В четвертьфинальном матче против сборной Англии уже на третьей минуте отличился Майкл Оуэн, и португальцы сравняли счёт лишь на 83-й после удара Элдера Поштига. Во втором экстра-тайме вновь последовал обмен голами: на 110-й минуте забил Руй Кошта, а спустя пять минут отличился Фрэнк Лэмпард, в результате игра перешла в серию послематчевых пенальти, в ходе которой было проведено 14 ударов. Победу португальцам принёс сэйв вратаря Рикарду после удара Дариуса Васселла. В полуфинальном матче против сборной Нидерландов все три гола забили португальцы: Криштиану Роналду и Манише на 26-й и 58-й минутах оформили преимущество в два мяча, а спустя пять минут автогол Жорже Андраде сократил разрыв в счёте, который оказался итоговым.
Команда Отто Рехагеля свой второй матч сыграла вничью с испанцами: голы забили Фернандо Морьентес и Ангелос Харистеас на 28-й и 66-й минутах, соответственно. Последний матч в группе греки проиграли сборной России: на голы Дмитрия Кириченко и Дмитрия Булыкина получилось ответить лишь мячом Зисиса Вризаса. Тем не менее, этого хватило, чтобы выйти со второго места в плей-офф. В четвертьфинальном матче греки встретились в французами и победили с минимальным счётом, гол на 65-й минуте забил Харистеас. Следующим их соперником стала сборная Чехии, матч в основное время закончился без забитых голов, и игра перешла в дополнительное время. На компенсированной минуте к первому дополнительному тайму с углового удара гол забил Траянос Деллас, а так как мяч был забит на последней минуте, он оказался по сути «золотым» — на турнире действовало правило «серебряного гола», благодаря которому игра заканчивалась после первого экстра-тайма, если равновесие в счёте было нарушено.

## Матч

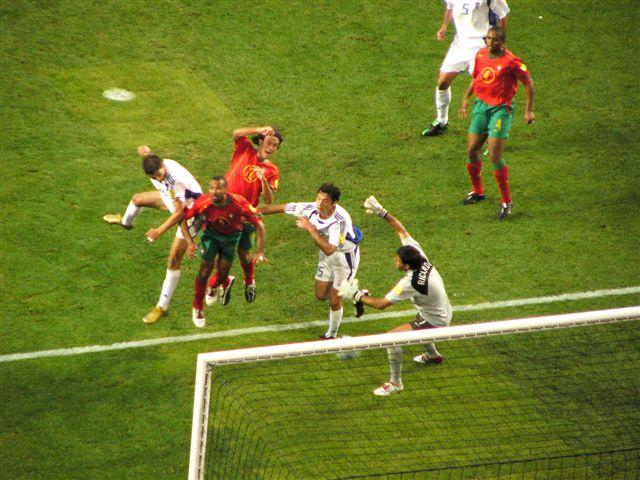
Харистеас (слева в белом) забивает единственный мяч в финале

Финальный матч чемпионата Европы по футболу 2004 года состоялся в воскресенье 4 июля 2004 года на стадионе Эштадиу да Луш в Лиссабоне. На игре присутствовало 62 865 зрителей, из которых приблизительно 15 тысяч поддерживали сборную Греции. За игрой со стадиона также наблюдали: премьер-министр Португалии Жозе Баррозу, премьер-министр Греции Костас Караманлис, президент Португалии Жорже Сампайю, а также знаменитый футболист Эйсебио. 28 июня стало известно, что эту игру будет судить немец Маркус Мерк, помощниками которого стали Кристиан Шреер и Ян-Хендрик Сальвер, а четвёртым судьёй — швед Андерс Фриск.
Сборная Греции внесла единственное изменение в стартовый состав в сравнении с полуфинальным матчем — вместо Йоргоса Карагуниса, пропускавшего финал из-за перебора жёлтых карточек, на поле вышел Стелиос Яннакопулос. Португальцы вышли на поле в том же составе, которым играли против голландцев в полуфинальной игре.

### Первый тайм
Матч начался с натиска португальцев, что вынудило греков играть от обороны. Однако опасных моментов подопечные Луиса Фелипе Сколари создать не смогли. На 12-й минуте Коштинья вблизи своей штрафной нарушил правила и удостоился первой жёлтой карточки в матче. Сейтаридис пробил со штрафного — намного выше ворот. Первый голевой момент возник на 13-й минуте, когда Мигел сыграл в «стеночку» и опасно пробил в правый нижний угол. Однако Антониос Никополидис вытащил мяч. Греки ответили своей атакой, в которой через короткие передачи вывели на удар по центру ворот Харистеаса. Но Рикарду успел выйти из ворот и ногами заблокировал удар нападающего. Затем грекам удалось нейтрализовать несколько подходов португальцев. Главными героями стали защитники Траянос Деллас и Михалис Капсис, а также капитан Теодорос Загоракис.
На 23-й минуте Деку подаёт угловой, после которого защитник сборной Греции выбивает мяч. Но недалеко: вблизи штрафной площади Манише обрабатывает отскочивший мяч и пробивает — рядом с правой штангой.

## Отчёт о матче
| Португалия | 0:1     | Греция          |
| ---------- | ------- | --------------- |
|            | (отчёт) | - Харистеас 57′ |

| Португалия | Греция |

| ВР                  | 1  | Рикарду           |       |     |
| ПЗ                  | 13 | Мигел             |       | 43' |
| ЦЗ                  | 16 | Рикарду Карвалью  |       |     |
| ЦЗ                  | 4  | Жорже Андраде     |       |     |
| ЛЗ                  | 14 | Нуну Валенте      | 90+3' |     |
| ЦП                  | 6  | Коштинья          | 12'   | 60' |
| ЦП                  | 18 | Манише            |       |     |
| ПН                  | 17 | Криштиану Роналду |       |     |
| АП                  | 20 | Деку              |       |     |
| ЛН                  | 7  | Луиш Фигу (к)     |       |     |
| ЦН                  | 9  | Паулета           |       | 74' |
| Замены:             |    |                   |       |     |
| ВР                  | 12 | Ким               |       |     |
| ВР                  | 22 | Жозе Морейра      |       |     |
| ЗЩ                  | 2  | Паулу Феррейра    |       | 43' |
| ЗЩ                  | 3  | Руй Жорж          |       |     |
| ЗЩ                  | 5  | Фернанду Коуту    |       |     |
| ЗЩ                  | 15 | Бету              |       |     |
| ПЛ                  | 8  | Арманду Пети      |       |     |
| ПЛ                  | 10 | Руй Кошта         |       | 60' |
| ПЛ                  | 19 | Тьягу Мендиш      |       |     |
| НП                  | 11 | Симан Саброза     |       |     |
| НП                  | 21 | Нуну Гомиш        |       | 74' |
| НП                  | 23 | Элдер Поштига     |       |     |
| Тренер:             |    |                   |       |     |
| Луис Фелипе Сколари |    |                   |       |     |

| ВР            | 1  | Антониос Никополидис   |       |     |
| ПЗ            | 2  | Юркас Сейтаридис       | 63'   |     |
| ЦЗ            | 19 | Михалис Капсис         |       |     |
| ЦЗ            | 5  | Траянос Деллас         |       |     |
| ЛЗ            | 14 | Панайотис Фиссас       | 67'   |     |
| ОП            | 21 | Костас Кацуранис       |       |     |
| ЦП            | 7  | Теодорос Загоракис (к) |       |     |
| ЦП            | 6  | Ангелос Басинас        | 45+2' |     |
| ПН            | 9  | Ангелос Харистеас      |       |     |
| ЛН            | 8  | Стелиос Яннакопулос    |       | 76' |
| ЦН            | 15 | Сизис Вризас           |       | 81' |
| Замены:       |    |                        |       |     |
| ВР            | 12 | Костас Халкиас         |       |     |
| ВР            | 13 | Фанис Катерьяннакис    |       |     |
| ЗЩ            | 3  | Стилианос Венетидис    |       | 76' |
| ЗЩ            | 4  | Никос Дабизас          |       |     |
| ЗЩ            | 18 | Яннис Гумас            |       |     |
| ПЛ            | 10 | Василис Цартас         |       |     |
| ПЛ            | 16 | Пантелис Кафес         |       |     |
| ПЛ            | 17 | Гиоргос Георгиадис     |       |     |
| НП            | 23 | Василис Лакис          |       |     |
| НП            | 22 | Димитриос Пападопулос  | 85'   | 81' |
| Тренер:       |    |                        |       |     |
| Отто Рехагель |    |                        |       |     |

| Игрок матча: Теодорос Загоракис Помощники судьи: Кристиан Шрер Ян-Хендрик Зальфер Резервный арбитр: Андерс Фриск | Условия матча: - 90 минут основного времени - 30 минут дополнительного времени в случае ничьей в основное время, применяется правило «серебряного гола» - Серия пенальти, если ничья будет зафиксирована и в дополнительное время. - 12 игроков на замену - Не более трёх замен от каждой команды \| Расшифровка позиций: \| \| ---------------------------------------------------------------------------------------------------------------------------------------------------------------------------------------------------------------------------------------------------------------------------------------------------------------------------------------------------------------------------------------------------------------------------------------------------------------------------------------------------------------------------------------------------------------------------------------------------------------- \| \| ВР — Вратарь (англ. Goalkeaper) ПЗ — Правый защитник (англ. Right Back) ЦЗ — Центральный защитник (англ. Central Back) ЛЗ — Левый защитник (англ. Left Back) ОП — Оборонительный/опорный полузащитник (англ. Defensive Midfielder) ЦП — Центральный полузащитник (англ. Central Midfielder) АП — Атакующий полузащитник (англ. Attacking Midfielder) ПН — Правый нападающий/вингер (англ. Right Winger) ЦН — Центральный нападающий (англ. Central Forward) ЛН — Левый нападающий/вингер (англ. Left Winger) ЗЩ — Защитник (англ. Defender) ПЛ — Полузащитник (англ. Midfielder) НП — Нападающий (англ. Forward) \| |
| Расшифровка позиций: | |
| ВР — Вратарь (англ. Goalkeaper) ПЗ — Правый защитник (англ. Right Back) ЦЗ — Центральный защитник (англ. Central Back) ЛЗ — Левый защитник (англ. Left Back) ОП — Оборонительный/опорный полузащитник (англ. Defensive Midfielder) ЦП — Центральный полузащитник (англ. Central Midfielder) АП — Атакующий полузащитник (англ. Attacking Midfielder) ПН — Правый нападающий/вингер (англ. Right Winger) ЦН — Центральный нападающий (англ. Central Forward) ЛН — Левый нападающий/вингер (англ. Left Winger) ЗЩ — Защитник (англ. Defender) ПЛ — Полузащитник (англ. Midfielder) НП — Нападающий (англ. Forward) | |

## Статистика матча
| Португалия | Статистика матча | Греция |
| ---------- | ---------------- | ------ |
| 0          | Голы             | 1      |
| 16         | Удары            | 4      |
| 5          | В створ          | 1      |
| 58         | % владения мячом | 42     |
| 10         | Угловые          | 1      |
| 19         | Фолы             | 21     |
| 4          | Офсайды          | 3      |
| 2          | Жёлтые карточки  | 4      |
| 0          | Красные карточки | 0      |

| Статистика игроков | Статистика игроков | Статистика игроков | Статистика игроков | Статистика игроков | Статистика игроков | Статистика игроков                   | Статистика игроков                   | Статистика игроков                   | Статистика игроков                   | Статистика игроков                   | Статистика игроков                   |
| ------------------ | ------------------ | ------------------ | ------------------ | ------------------ | ------------------ | ------------------------------------ | ------------------------------------ | ------------------------------------ | ------------------------------------ | ------------------------------------ | ------------------------------------ |
| Португалия         | Португалия         | Португалия         | Португалия         | Португалия         | Португалия         | Греция                               | Греция                               | Греция                               | Греция                               | Греция                               | Греция                               |
| №                  | Игрок              | Фолы               | Голы               | Ассист.            | Карт.              | №                                    | Игрок                                | Фолы                                 | Голы                                 | Ассист.                              | Карт.                                |
| 1                  | Рикарду            |                    |                    |                    |                    | 1                                    | Антониос Никополидис                 |                                      |                                      |                                      |                                      |
| 4                  | Жорже Андраде      | 2/2                |                    |                    |                    | 2                                    | Юркас Сейтаридис                     | 2/3                                  |                                      |                                      | Предупреждён                         |
| 6                  | Коштинья           | 1/0                |                    |                    | Предупреждён       | 5                                    | Траянос Деллас                       | 2/1                                  |                                      |                                      |                                      |
| 7                  | Луиш Фигу (к)      | 1/3                |                    |                    |                    | 6                                    | Ангелос Басинас                      | 1/0                                  |                                      | 1                                    | Предупреждён                         |
| 9                  | Паулета            | 1/1                |                    |                    |                    | 7                                    | Теодорос Загоракис (к)               | 1/3                                  |                                      |                                      |                                      |
| 13                 | Мигел              | 2/0                |                    |                    |                    | 8                                    | Стелиос Яннакопулос                  | 1/2                                  |                                      |                                      |                                      |
| 14                 | Нуну Валенте       | 2/3                |                    |                    | Предупреждён       | 9                                    | Ангелос Харистеас                    | 4/0                                  | 57′                                  |                                      |                                      |
| 16                 | Рикарду Карвалью   |                    |                    |                    |                    | 14                                   | Панайотис Фиссас                     | 5/1                                  |                                      |                                      | Предупреждён                         |
| 17                 | Криштиану Роналду  | 3/2                |                    |                    |                    | 15                                   | Сизис Вризас                         | 3/2                                  |                                      |                                      |                                      |
| 18                 | Манише             | 2/1                |                    |                    |                    | 19                                   | Михалис Капсис                       | 0/3                                  |                                      |                                      |                                      |
| 20                 | Деку               | 2/4                |                    |                    |                    | 21                                   | Костас Кацуранис                     | 0/2                                  |                                      |                                      |                                      |
| 12                 | Ким                | не играл           | не играл           | не играл           | не играл           | 12                                   | Костас Халкиас                       | не играл                             | не играл                             | не играл                             | не играл                             |
| 22                 | Жозе Морейра       | не играл           | не играл           | не играл           | не играл           | 13                                   | Фанис Катерьяннакис                  | не играл                             | не играл                             | не играл                             | не играл                             |
| 2                  | Паулу Феррейра     | 0/2                |                    |                    |                    | 3                                    | Стилианос Венетидис                  | 1/0                                  |                                      |                                      |                                      |
| 3                  | Руй Жорж           | не играл           | не играл           | не играл           | не играл           | 4                                    | Никос Дабизас                        | не играл                             | не играл                             | не играл                             | не играл                             |
| 5                  | Фернанду Коуту     |                    |                    |                    |                    | 10                                   | Василис Цартас                       | не играл                             | не играл                             | не играл                             | не играл                             |
| 8                  | Арманду Пети       | не играл           | не играл           | не играл           | не играл           | 16                                   | Пантелис Кафес                       | не играл                             | не играл                             | не играл                             | не играл                             |
| 10                 | Руй Кошта          | 0/1                |                    |                    |                    | 17                                   | Гиоргос Георгиадис                   | не играл                             | не играл                             | не играл                             | не играл                             |
| 11                 | Симан Саброза      | не играл           | не играл           | не играл           | не играл           | 18                                   | Яннис Гумас                          | не играл                             | не играл                             | не играл                             | не играл                             |
| 15                 | Бету               |                    |                    |                    |                    | 22                                   | Димитриос Пападопулос                | 1/1                                  |                                      |                                      | Предупреждён                         |
| 19                 | Тьягу Мендиш       | не играл           | не играл           | не играл           | не играл           | 23                                   | Василис Лакис                        | не играл                             | не играл                             | не играл                             | не играл                             |
| 21                 | Нуну Гомиш         | 3/0                |                    |                    |                    | за Грецию заявлены 10 из 12 запасных | за Грецию заявлены 10 из 12 запасных | за Грецию заявлены 10 из 12 запасных | за Грецию заявлены 10 из 12 запасных | за Грецию заявлены 10 из 12 запасных | за Грецию заявлены 10 из 12 запасных |
| 23                 | Элдер Поштига      | не играл           | не играл           | не играл           | не играл           | за Грецию заявлены 10 из 12 запасных | за Грецию заявлены 10 из 12 запасных | за Грецию заявлены 10 из 12 запасных | за Грецию заявлены 10 из 12 запасных | за Грецию заявлены 10 из 12 запасных | за Грецию заявлены 10 из 12 запасных |

## Память
В 15-ю годовщину финала Евро-2004 состоялась реконструкция финала усилиями почти всех участников той встречи. Греческой командой руководил приехавший специально из Германии для этой встречи Отто Рехагель.